# Stazione di Sant'Irene
La stazione ferroviaria di Sant'Irene sarebbe dovuta essere una fermata merci per il porto di Corigliano Calabro.
Era dotata di un binario.

## Storia
La stazione fu realizzata negli anni sessanta del XX secolo come scalo di servizio per la zona industriale di Rossano, le informazioni disponibili suggeriscono però che questa stazione non sia mai entrata in funzione come scalo commerciale.
Oggi la struttura risulta in stato di degrado e inaccessibile.